# Сахалиян
Сахалиян (Сахалин) (薩哈璘; 19 июня 1604 — 11 июня 1636) — маньчжурский принц и военачальник династии Цин. Сахалиян был посмертно удостоен звания великого князя Ин первого ранга за заслуги во время цинского завоевания Китая.

## Биография
Представитель маньчжурского правящего рода Айсин Гёро. Родился 19 июня 1604 года в Ляодуне. Третий сын Дайсаня (1583—1648) и внук Нурхаци (1559—1626), основателя династии Цин. Его матерью была мада из клана Ехэ Нара. Сахалиян с юных лет пользовался благосклонностью Хунтайцзи, что привело к его лояльности к последнему. Он считался одним из самых образованных маньчжурских дворян раннего периода Цин, так как знал маньчжурский, китайский и монгольский языки.

## Военная и политическая карьера
Военная карьера Сахаляна началась ещё в эпоху Тяньмина, когда в 1625 году он совершил набег на южно-монгольские племена Чахар и Хорчин во главе пятитысячного войска. В 1626 году он вместе со своим отцом Дайсанем участвовал в походе против племени Джаруд. В том же году ему был пожалован титул князя третьего ранга вместе с Йото и другими императорскими князьями. Сахалиян не хотел принимать этот титул, поскольку заявлял о своей некомпетентности и заявил о своей лояльности хану. Тем не менее, именно Сахалиян заложил основу для избрания Хунтайцзи ханом .

## Смерть и наследие
Сахалиян скончался от болезни 11 июня 1636 года в возрасте 32 лет. Его смерть глубоко опечалила Хунтайцзи, который щедро относился к членам своей семьи и посмертно удостоил его звания великого князя Ина первого ранга. Хунтайцзи отменил судебные заседания на 3 дня, период траура, предназначенный исключительно для заслуженных императорских принцев. Сахалияну наследовал его старший сын Адали, а второй сын Лекдехун получил титул князя Шуньчэна второго ранга .
В 1672 году цинский император Канси добавил иероглиф «И» (毅) к титулу Сахалияна, поэтому полный посмертный титул был: Принц Инъи первого ранга (和硕颖毅亲王, что означает «талантливый и полный решимости»). В 1755 году император Цяньлун приказал установить мемориальную доску Сахалияна в Храме Достойных, чтобы отметить его роль в завоевании династии Мин.

## Семья
Сахалиян был женат на Уланаре Джихай (乌拉那拉氏·济海; умерла 30 сентября 1643 года), дочери Бучжаньтая. Его первая супруга была казнена за измену вместе с его старшим сыном Адали.
- Адали (阿达礼, 28 октября 1624 — 30 сентября 1643), старший сын. С 1636 по 1643 год носил титул князя Ин первого ранга, был лишен титула и казнен в 1643 году за измену.
- Первая дочь (县主, 1620—1667)
- Лекдехун (多罗顺承恭惠郡王勒克德浑, 25 июня 1629 — 4 мая 1652), второй сын
- Вторая дочь (县主, 1625—1700)
- Дулан (奉恩镇国公杜兰, 11 сентября 1633 — 9 июня 1675), третий сын[11].